# Армстронг, Кит
Кит Армстронг (англ. Kit Armstrong, родился 5 марта 1992 года в Лос-Анджелесе, Калифорния, США) — американский пианист, композитор, вундеркинд британо-тайваньского происхождения.

## Образование
Армстронг родился в Лос-Анджелесе в немузыкальной семье. Он проявлял интерес к наукам, языкам и математике. В возрасте 5 лет, не имея доступа к фортепиано, он сам выучил музыкальную композицию. Впоследствии он начал формальное обучение игре на фортепиано с Марком Салливаном, а композицию изучал с Майклом Мартином (1997—2001).
Армстронг всегда занимался музыкой и академическим образованием параллельно. Он посещал христианскую школу Гарден Гроув (1997—1998), христианскую школу Дискавери в Анахайме (1998—1999), среднюю школу Лос-Аламитос и Школу искусств округа Ориндж (1999—2001). Также он учился в Калифорнийском государственном университете в Лонг-Бич и в Чепменском университете. В возрасте 9 лет он стал студентом очного отделения Университета штата Юта, изучал биологию, физику, математику, а также музыку (2001—2002 годы). В 2003 году Армстронг поступил в Кёртисовский институт музыки, изучал фортепиано и одновременно посещал курсы химии и математики в Пенсильванском университете. В 2004 году Армстронг переехал в Лондон, чтобы продолжить свое музыкальное образование в Королевской академии музыки. Параллельно он учил математику в Имперском колледже Лондона (2004—2008).
Армстронг получил степень бакалавра по музыке в Королевской академии музыки в 2008 году и степень магистра наук по математике в Университете Пьера и Марии Кюри в Париже в 2012 году.
С 2005 года Армстронг регулярно брал уроки у Альфреда Бренделя.

## Карьера пианиста
После дебюта Армстронга на Фестивале памяти немецкого композитора Иоганна Себастьяна Баха в возрасте 8 лет, он стал выступать в качестве солиста с Лейпцигским оркестром Гевандхауза, оркестром Лондонской филармонии, Симфоническим оркестром Северогерманского радио, Бамбергским симфоническим оркестром, Оркестром Романской Швейцарии, Оркестром Моцартеум, Шведским камерным оркестром, Гётеборгским симфоническим оркестром, симфоническим оркестром Балтимора, Токийским симфоническим оркестром. Сотрудничал с такими дирижерами как Айвор Болтон, Риккардо Шайи, Томас Даусгор, Кристоф фон Донаньи, Чарльз Маккеррас, Бобби Макферрин, Кент Нагано, Джонатан Нотт и Марио Венцаго. Армстронг давал сольные концерты в Лондоне, Париже, Вене, Флоренции, Венеции, Баден-Бадене, Берлине, Дортмунде, Лейпциге, Мюнхене, Цюрихе, Женеве, Больцане, Вербье, Ла-Рок-д’Антероне и в многих городах США.
В июне 2003 года Армстронг выступил в Карнеги-холле на праздновании 150-летия компании Steinway & Sons. В 2006 году он стал победителем конкурса молодых пианистов «Kissinger Klavierolymp». Среди его сольных проектов 2010 года была программа, которая включала этюды Шопена и Лигети, а также композиции И. С. Баха. В 2011 году, в честь 200-летия со дня рождения Ференца Листа, Армстронг отыграл серию сольных концертов из произведений Баха и Листа. В 2016 и 2017 годах Армстронг выступал со скрипачом Рено Капюсоном.
Камерная музыка является одним из основных увлечений Армстронга. Он выступает со струнным квартетом, с Андреем Беловым (скрипка) и Адрианом Бренделем (виолончель), а также давал сольные концерты с вокалистами Андреасом Вольфом и Томасом Бауэром.
На Музыкальном фестивале Шлезвиг-Гольштейна в 2010 году Армстронгу присудили премию Леонарда Бернстайна. На фестивале в Мекленбурге, в 2014 году Армстронг стал лауреатом премии WEMAG-Soloist. В 2018 году получил награду на Фестивале в честь памяти немецкого композитора Иоганна Себастьяна Баха в Бонне.

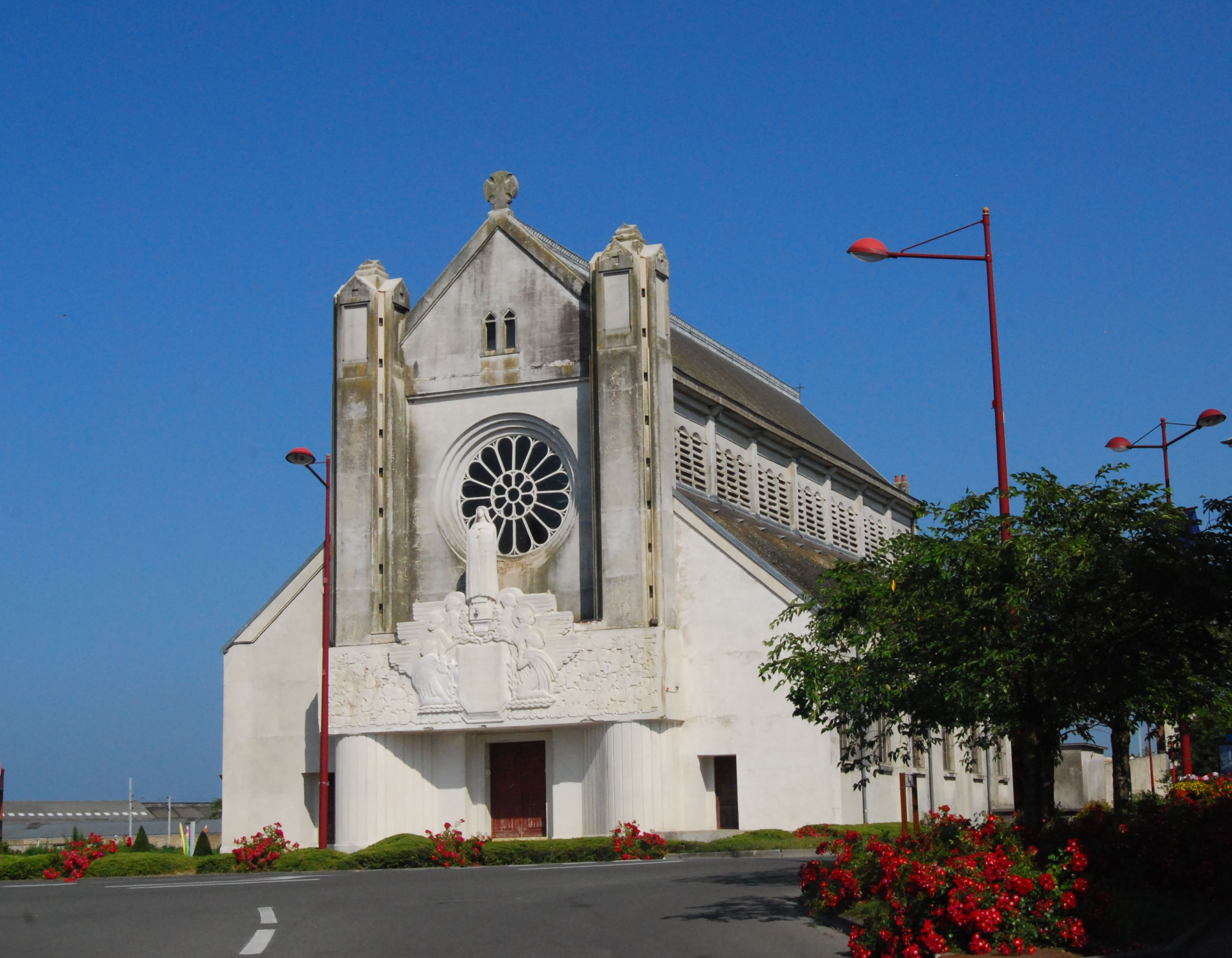
Концертный зал Армстронга, церковь Сент-Тереза-де-л’Энфан-Жезю, Ирсон, Франция

В 2012 году он приобрел полуразрушенную церковь Сент-Терез-де-л’Энфан-Жезю (Ирсон, Франция), которую отремонтировал под концертный зал. Начиная с марта 2020 года, он каждый день публикует видео музыкальных произведений из этой церкви в собственном исполнении.

## Карьера композитора
Армстронг сочиняет музыку для самых разных ансамблей разных стилей и жанров. Его сочинения включают одну симфонию, пять концертов, шесть квинтетов, семь квартетов, два трио, пять дуэтов и двадцать одну сольную пьесу. Многие из его ансамблевых произведений исполнялись публично: его Симфония № 1 «Праздник» была исполнена Тихоокеанским симфоническим оркестром в марте 2000 года; 27 января 2015 года Берлинская Академия старинной музыки исполнила новый концерт Армстронга для фортепиано с оркестром. В 2017 году на немецком радио состоялась премьера концерта Армстронга для ударных инструментов.
Его работы публикуются музыкальным издательством Edition Peters.

### Награды
Армстронг получил множество наград за свои произведения: в 1999 году его «Куриная соната» была удостоена первой премии Калифорнийской ассоциации учителей музыки, а в 2000 году композиция «Пять элементов» принесла ему ещё одну первую премию от этой же ассоциации. В 2001 году он получил стипендию в размере 10 000 долларов от Института развития талантов Дэвидсона. Как молодой композитор, Армстронг получил шесть премий Мортона Гулда от Американского общества композиторов, авторов и издателей в Нью-Йорке за «характерные пьесы для альта и фортепиано».

## Работы

### Пианино
- Миниатюры (2012)
- Фантазия (2011)
- Половина одного, шесть десятков другого (2010)
- Оригами (2010)
- Ленц (2009) — Посвящается сенатору Герхарду Ленцу
- Послание в капусте (2008) — Посвящается леди Джилл Ритблат
- Размышления (2007)
- Вариации на тему Монтеверди (2007)
- Портреты, тема и шесть вариаций (2006) — посвящается Лили Сафра
- Фантазия и токката (2005)
- Сладкое воспоминание, сюита до минор (2005) — Посвящается миссис Гроссер
- Жуткая ночь (2002)
- Шесть коротких пьес (2001)
- Трансформация, Соната для фортепиано соль минор (2002)
- Триумф бабочки (2001)
- Посвящение Баху (2000)
- Гроза (2000)
- Цыплята весной, тема в 46 вариациях (1999)
- Пять элементов (1999)
- Куриная соната (1998)

### Инструментальное соло
- Погоня, Пять пьес для маримбы соло (2004) -

### Дуэт
- «Der kranke Mond» для скрипки и виолончели (2012)
- «Who Stole My Wasabi?» для виолончели и фортепиано (2008)
- «Struwwelpeter», Характерные пьесы для скрипки и фортепиано (2007)
- «Struwwelpeter», Характерные пьесы для альта и фортепиано (2006)
- Соната для альта ля минор (2005),

### Трио
- Время летит как стрела для скрипки, виолончели и фортепиано (2011)
- Трио для скрипки, виолончели и фортепиано (2009)

### Квартет
- Струнный квартет (2011)
- Нарушение симметрии для валторны, скрипки, альта и виолончели (2008 г.)
- Струнный квартет ре минор (2005)
- Птицы у пруда, струнный квартет (2004)
- Лесные пейзажи, струнный квартет (2002)
- Миллениум, Фортепианный квартет до минор (2000)
- Струнный квартет си-бемоль (2000)

### Квинтет
- Квинтет для гобоя, кларнета, валторны, фагота и фортепиано (2009 г.)
- Пьеса для фортепианного квинтета (2009)
- Пейзажи, Фортепианный квинтет фа минор (2006)
- Духовой квинтет, тема с шестью вариациями (2004)
- Фортепианный квинтет (2003)
- День болтовни и игры, Тема с шестью вариациями для флейты, скрипки, альта, виолончели и фортепиано (2001)

### Оркестр
- Andante (2012)
- Концерт для кларнета с оркестром (2010)
- Концерт для фортепиано с оркестром (2005)
- Предвкушение, Концерт для виолончели соль мажор (2003)
- Концерт для фортепиано с оркестром ре минор (2001)
- Праздник, Симфония (2000)

## Дискография
В сентябре 2008 года Армстронг записал произведения Баха, Листа и Моцарта для Plushmusic.tv. В 2011 году на DVD был выпущен фильм режиссёра Марка Киделя о взаимоотношениях между пианистом Альфредом Бренделем и Китом Армстронгом. В апреле 2012 года студия звукозаписи классической музыки GENUIN выпустила компакт-диск Кита Армстронга, Альфреда Бренделя и Андрея Белова. 27 сентября 2013 года Sony Music Entertainment выпустила альбом Кита Армстронга «Бах, Лигети, Армстронг». В ноябре 2015 года Sony Music Entertainment выпустила сольный фортепианный компакт-диск Армстронга «Лист: Симфонические сцены». Сольный концерт Кита Армстронга в концертном зале Консертгебау в Амстердаме в 2016 году был выпущен на DVD.